# Cetirizină
Cetirizina (cu denumirea comercială Zyrtec) este un antihistaminic H1 derivat de piperazină, de generația a 2-a, fiind utilizat în tratamentul alergiilor. Printre acestea se numără urticaria cronică idiopatică și rinita alergică sezonieră. Calea de administrare este orală (comprimate, soluție orală).
Molecula a fost patentată în 1981 și a fost aprobată pentru uz medical în 1987.  Este disponibilă sub formă de medicament generic.

## Utilizări medicale
Cetirizina este utilizată ca tratament simptomatic în alergii:
- Rinită alergică sezonieră și perenă, simptome nazale și oculare
- Urticarie cronică idiopatică

## Reacții adverse
Fiind un antihistaminic de generația a 2-a, produce foarte rar sau deloc somnolență, fatigabilitate, amețeli și cefalee. Poate produce cefalee și xerostomie.